# The Girl Is Mine 2008
The Girl Is Mine 2008 – singel Michaela Jacksona z albumu Thriller 25. Na wydanym w roku 2008 jubileuszowym wznowieniu Thrillera znajdziemy zremasterowaną i zremiksowaną wersję demo piosenki „The Girl Is Mine” z początków lat 80., na której Michael śpiewa wszystkie partie. Dodatkowo swój wokal dograł raper will.i.am, odpowiedzialny za produkcję mającego się ukazać albumu Jacksona.

## Lista utworów
CD
1. „The Girl Is Mine 2008” – 3:10
2. „The Girl Is Mine 2008 (Club Remix)” – 3:25
3. „The Girl Is Mine (Original Demo Recording)” – 3:13

Promo CD
1. „The Girl Is Mine 2008” – 3:10
2. „The Girl Is Mine 2008 (Club Remix)” – 3:25

## Notowania
| Lista (2008)           | Najwyższa pozycja |
| ---------------------- | ----------------- |
| Austrian Singles Chart | 51                |
| Danish Singles Chart   | 31                |
| Dutch Singles Chart    | 12                |
| French Singles Chart   | 22                |
| Swedish Singles Chart  | 41                |
| Swiss Singles Chart    | 47                |
| UK Singles Chart       | 32                |

## Informacje szczegółowe
- tekst: Michael Jackson, William „will.i.am” Adams, Keith Harris
- produkcja i miks: William „will.i.am” Adams
- keyboard: William „will.i.am” Adams
- syntezator: Keith Harris